# Sphenoprosopa fascipennis
Sphenoprosopa fascipennis är en tvåvingeart som först beskrevs av Macquart 1846.  Sphenoprosopa fascipennis ingår i släktet Sphenoprosopa och familjen bredmunsflugor. Inga underarter finns listade i Catalogue of Life.